# Esos tres
Estos tres es una película dramática estadounidense de 1936 dirigida por William Wyler y protagonizada por Miriam Hopkins, Merle Oberon, Joel McCrea y Bonita Granville. El guion de Lillian Hellman está basado en su obra de 1934 La calumnia.
Una nueva versión de la película en 1961, también dirigida por Wyler, se estrenó como The Children's Hour en Estados Unidos y The Loudest Whisper en el Reino Unido. 

## Trama
Después de graduarse, las amigas universitarias Karen Wright y Martha Dobie transforman la granja de Karen en Massachusetts en un internado. Aunque son nuevas en el área, pueden encontrar alumnos con la ayuda de la rica Amelia Tilford, quien inscribe a su malévola nieta Mary y anima a otras familias a inscribir a sus hijas. Poco antes de que abra la escuela, la tía de Martha, Lily Mortar, llega y se abre paso a la fuerza para conseguir un puesto de profesora como una forma de seguir aprovechando a Martha.
Karen y el médico local Joe Cardin comienzan a salir, sin saber que Martha está enamorada de él. Una noche, Joe se queda dormido en una silla de la habitación de Martha mientras espera que Karen regrese de la escuela. Se despierta sobresaltado y rompe un vaso, lo que despierta a Mary Tilford. Antes de irse, casualmente se refiere a sus planes y a los de Karen de casarse, y Mary observa desde las sombras mientras Martha solloza en silencio una vez que cree que está sola.
Cuando Karen castiga a Mary por faltar a clases y mentir, Mary actúa como si tuviera dolor y cae al suelo desmayada. Aunque no están convencidas por el desempeño de Mary, Karen y Martha llaman a Joe para que la examine. Mientras Joe y Karen están ocupados con Mary, Martha decide finalmente despedir a la tía Lily, que no es una buena maestra. Lily se siente menospreciada, a pesar de que Martha se ofrece a seguir apoyándola, y tienen una discusión antes de que ella se vaya, durante la cual Lily confronta a Martha con sus sospechas sobre los verdaderos sentimientos de la joven por Joe. Martha escucha un ruido y descubre a Rosalie Wells y Evelyn Munn, compañeras de cuarto de Mary, escuchando desde la puerta. Nerviosa, accidentalmente cierra la puerta en el brazo de Rosalie, hiriéndola levemente. De regreso a su habitación, Evelyn le cuenta a Mary sobre la discusión entre Martha y Lily.
Sintiéndose perseguida, Mary decide huir de la escuela. Cuando su abuela Amelia quiere enviarla de regreso, le cuenta a Amelia una versión muy distorsionada de lo que presenció entre Martha y Joe y de la discusión entre Martha y Lily, sugiriendo que Martha y Joe tuvieron una relación sexual ilícita. Para verificar la historia, Mary hace que Amelia hable con Rosalie, a quien trajo con ella y la obligó a amenazar con revelar que Rosalie robó el brazalete de otro estudiante. Mary incluso dice que Martha hirió intencionalmente a Rosalie en el brazo. Amelia queda impactada por la revelación de un triángulo amoroso entre Karen, Joe y Martha, y alerta a los otros padres que tienen niñas en la escuela, quienes retiran a sus hijas.
El trío demanda a Amelia por difamación, pero pierden el caso. Karen y Martha no pueden inscribir a ningún estudiante nuevo y Joe es despedido de su trabajo en el hospital. Lily regresa, pero Martha está resentida con ella por no haber testificado durante el caso y le dice que se vaya. Joe le pide a Karen que lo acompañe a Viena, donde ha conseguido trabajo. Ella se resiste cuando él menciona que Martha también está invitada y finalmente pregunta si alguna vez hubo algo entre Martha y él. Incapaz de creer completamente su negación después de lo que escuchó en el tribunal, ella le dice que vaya solo a Viena.
Una vez que Joe se va, Martha le admite a Karen que ama a Joe, aunque dice que nunca se lo dijo, y luego se sube al mismo tren que Lily. De paso, Lily menciona haber visto a Mary y Rosalie con el brazalete perdido, y Martha se da cuenta de lo que pasó. Se baja del tren y convence a Rosalie de que le cuente la verdad a Amelia. Amelia le ofrece a Martha una compensación, pero Martha se niega y solo le pide a Amelia que le lleve a Karen un mensaje suyo: "quédate con Joe, esté donde esté". Martha se va, Amelia habla con Karen y Karen va a Viena para estar con Joe.

## Elenco
- Miriam Hopkins como Martha Dobie
- Merle Oberón como Karen Wright
- Joel McCrea como el Dr. Joseph Cardin
- Catherine Doucet como la Sra. Lily Mortar
- Alma Kruger como la Sra. Amelia Tilford
- Bonita Granville como Mary Tilford
- Marcia Mae Jones como Rosalie Wells
- Carmencita Johnson como Evelyn Munn
- Mary Anne Durkin como Joyce Walton
- Margaret Hamilton como Agatha
- Walter Brennan como conductor "taxista"

## Producción
La obra de Lillian Hellman de 1934, La calumnia, se inspiró en la historia verídica de dos maestras de escuela escocesas cuyas vidas fueron destruidas en 1810 cuando fueron acusadas falsamente por uno de sus alumnos de entablar una relación lésbica. En ese momento, la mención de la homosexualidad en el escenario era ilegal en el estado de Nueva York, pero las autoridades optaron por pasar por alto el tema de la obra cuando su producción en Broadway fue aclamada por la crítica. 
Debido a que el Código Hays, que estaba en vigor cuando se produjo la película, nunca permitiría que una película se centrara o siquiera insinuara el lesbianismo, Samuel Goldwyn fue el único productor interesado en comprar los derechos cinematográficos de la obra. Contrató a Hellman para adaptar su pieza a la pantalla, y la dramaturga cambió el detalle de que las dos maestras de la escuela eran amantes a que una de los maestras se había acostado con el prometido de la otra. La oficina Hays incluso impidió el uso o la referencia al título original de la obra, por lo que Hellman también cambió el título de su guion a The Lie.  No fue hasta que se completó la fotografía principal que la película fue rebautizada como Esos tres. 
Goldwyn ya había elegido a los tres protagonistas cuando le ofreció a William Wyler, que hasta entonces había dirigido principalmente películas de cine B y westerns, la oportunidad de dirigir la película, junto con un contrato de cinco años. Este largometraje también fue el primero de ocho que Wyler y Goldwyn realizaron juntos. Aunque Wyler no estaba completamente satisfecho con el casting de Goldwyn, aceptó la oferta, aunque insistió en un contrato de tres años. Trató de convencer a Goldwyn para que reemplazara al actor contratado Joel McCrea por Leslie Howard, pero el productor se negó e, imprudentemente, le contó a McCrea sobre la preferencia de Wyler, lo que provocó dificultades entre el actor y el director durante el rodaje. 
El Lux Radio Theatre emitió una adaptación de una hora de la película el 6 de diciembre de 1937, con Barbara Stanwyck como Martha Dobie, Errol Flynn como el Dr. Joe Cardin, Mary Astor como Karen Wright y Constance Collier como Lily Mortar. Alma Kruger y Marcia Mae Jones repitieron sus papeles de la película como Amelia Tilford y Rosalie Wells, respectivamente. 

## Recepción de la crítica
Frank S. Nugent de The New York Times escribió: "El trabajo de carpintería literaria [ literary carpentry] de la señorita Hellman es poco menos que brillante. Sobre la base de su éxito escénico, ha construido un guion absorbente, tenso y dramáticamente vital. Un talentoso reparto encabezado por Merle Oberon, Miriam Hopkins y Joel McCrea ha contribuido generosamente con su talento, ayudado por una magnífica dirección y una fotografía excepcionalmente fina. En su totalidad, la película emerge como uno de los mejores dramas cinematográficos de los últimos años... Fuerte, turbulenta y cáustica, Estos tres es una película inusual y ha sido llevada a la pantalla con percepción, belleza y un agudo sentido del drama." 
La reseña de Variety decía de Bonita Granville y Marcia Mae Jones: "Las suyas son actuaciones inspiradas". Añadía: "Hellman, en todo caso, ha mejorado el original al escribir el guion del triángulo como una dramatis personae de frustración romántica, tres víctimas básicamente sanas de una combinación nociva de circunstancias. McCrea nunca fue mejor a la hora de traducir una tarea difícil de forma inteligente y comprensiva. La moderación bien educada de Hopkins y Oberon en su lucha con la mezcla de emociones juveniles en su internado es igualmente impresionante." 
Escribiendo para The Spectator en 1936, Graham Greene observó: "Rara vez me he sentido tan conmovido por una película de ficción... Después de unos diez minutos del habitual sentimiento, singularidad y exageración de la pantalla, uno comenzaba a contemplar el incrédulo placer de nada menos que la vida." Greene elogió la actuación de los protagonistas interpretados por Oberon, Hopkins y, en menor medida, McCrea, así como el "dominio impactante" de las actuaciones de Granville y Jones como antagonistas. 
La reseña del Film Daily decía, en parte: "Tensa, dramática, esta es una de las películas más poderosas que han llegado a la pantalla parlante... Miriam Hopkins y Merle Oberon ofrecen actuaciones espléndidas, pero es obra de la pequeña Bonita Granville, como la alborotadora que atraerá más atención." 
John Mosher de The New Yorker escribió que "se ha hecho un trabajo bastante bueno con este drama algo problemático". Añadió: "Con todas las modificaciones drásticas realizadas en la trama, es sorprendente cuántos de los episodios y escenas originales se han conservado". 
TVGuide.com calificó la película con 4½ de cinco estrellas, definiéndola como "cine para adultos apasionante" y comentando que "Oberon ofrece una de sus mejores interpretaciones dramáticas y McCrea también está bastante bien. Las dos actrices juveniles tienen las partes más llamativas, pero las actuaciones reales que hay que ver son las de Alma Kruger y Miriam Hopkins. Hopkins, en particular, rara vez ha sido mejor, su calidad intensa y nerviosa se adapta perfectamente al papel de una mujer incapaz de evitar que su mundo se desmorone. aparte a su alrededor." 

## Premios y nominaciones
En la primera edición de los Premios Óscar en la que se disputó la categoría, Bonita Granville fue nominada al Óscar a la mejor actriz de reparto, pero perdió ante Gale Sondergaard (quien ganó por su actuación en Anthony Adverse). 